# Hiperkom
A Hiperkom egy alternatív vezeték nélküli internetszolgáltató Magyarországon, Bács-Kiskun és Pest vármegyékben. Jellemzően az infrastrukturálisan elmaradottabb területeken szolgáltat Wi-Fi, WiMAX technológiák segítségével.

## Szolgáltatási területek
- Fülöpháza
- Hernád
- Hetényegyháza
- Katonatelep
- Kecskemét
- Kerekegyháza
- Kunbábony
- Kunbaracs
- Kunpeszér
- Kunszentmiklós
- Ladánybene
- Nyárlőrinc
- Örkény
- Táborfalva
- Tass
- Városföld

## Külső hivatkozások
- Hivatalos honlap Archiválva 2010. szeptember 23-i dátummal a Wayback Machine-ben